# Fluorid
Fluorid je anjon F−. On je redukovani oblik fluora kad je on u obliku jona ili vezan za neki drugi element. Termin fluorid se koristi za organofluorna jedinjenja i neorganska jedinjenja fluora. Fluorid, poput drugih halida, je monovalentni jon (−1 naboj). Njegova jedinjenja često imaju osobine koje su znatno razlikuju od ostalih halida. Strukturno, i u nekoj meri hemijski, fluoridni jon podseća na jon vodonika. Jedinjenja koja sadrže fluor pokrivaju opseg od potentnih toksina kao što je sarin do lekova poput efavirenz, i od inertnih materijala kao što je ugljenik tetrafluorid do visoko reaktivnog sumpor tetrafluorida. Opseg jedinjenja flora je tako širok jer fluor ima sposobnost formiranja jedinjenja sa svim elementima izuzev helijuma i neona.

## Zastupljenost
Rastvori neorganskih fluorida u vodi sadrže − i bifluorid 2−. Mali broj neorganskih fluorida je rastvoran u vodi bez podleganja znatnoj hidrolizi. Primeri neorganskih fluorida su fluorovodonična kiselina (HF), natrijum fluorid (NaF), i uranijum heksafluorid (6). U pogledu reaktivnosti, fluoridi se znatno razlikuju od hlorida i drugih halida, i znatno su jače solvatisani usled manjeg odnosa radijusa i naboja. Veza Si-F je jedna od najjačih jednostrukih veza. U kontrastu s tim, drugi silil halidi se lako hidrolizuju.
Mnogi fluoridni minerali su poznati. Među njima fluorit i fluorapatit imaju najveći komercijalni značaj. Fluorid se prirodno javlja u niskim koncentracijama u vodi za piće i hrani. Fluoridi se javljaju u vodi iz podzemnih izvora. Njihova koncentracija u morskoj vodi je u proseku 1.3 ppm.